# Harold Henderson
Harold Greenwood Henderson, (29 octobre 1875 - 1er novembre 1922), est un homme politique conservateur britannique.

## Jeunesse
Né à Brentford, Henderson est le fils aîné d'Alexander Henderson (1er baron Faringdon) de Buscot Park dans le Berkshire (aujourd'hui Oxfordshire), et de son épouse Jane Ellen Davis. Il est nommé sous-lieutenant dans le 3e bataillon (milice) du Royal Berkshire Regiment le 3 mars 1894. Il passe en service actif dans l'armée britannique lorsqu'il est nommé sous-lieutenant dans les 1st Life Guards le 3 février 1897 et promu lieutenant le 2 avril 1898. Avec un détachement de son régiment, il sert dans la seconde guerre des Boers en Afrique du Sud en 1899–1900 et reçoit la Médaille de la Reine de l'Afrique du Sud (avec deux fermoirs). Après son retour, il est le 6 septembre 1902 promu capitaine et nommé adjudant du régiment. Après avoir démissionné de l'armée, il passe dans l'armée territoriale dans le Berkshire Yeomanry.

## Carrière politique
Il siège comme député d'Abingdon de 1910 à 1916. Henderson démissionne de son siège lors de sa nomination comme secrétaire militaire du duc de Devonshire qui devait devenir gouverneur général du Canada en novembre 1916. 

## Vie privée
Henderson épouse Violet Charlotte Dalzell, fille de Robert Dalzell (11e comte de Carnwath) (en), en 1901. Ils vivent à Kitemore House à Shellingford dans le Berkshire (aujourd'hui l'Oxfordshire). Il meurt en novembre 1922, âgé de 47 ans à Faringdon, douze ans avant la mort de son père. Il a quatre enfants et son fils aîné, Alexander Gavin, devient baron en 1934.
Il est membre du conseil d'administration de l'école Abingdon de 1910 à 1916.